# Амара Дунк
Амара Дунк (Дункас) (*араб. عمارة دنقس; д/н — 1535) — засновник султанату Сеннар, 1-й його володар (макк) в 1504—1535 роках. Повне ім'я Амара Дунк ібн Адлан.

## Життєпис
Був вождем кочового племені фунг (фунджі) неподалік річки Голубий Ніл. Можливо, спільно з арабами брав участь у війні проти держави Алва, внаслідок чого та розпалася.
1504 року повстав проти панування утворення Куда на чолі з арабським племенем абдалабі. У битві біля Геллет-Амара (теперішнє Арбаджі) — столиці Куда — завдав рішучої поразки шейху Вад Аджибе ібн Абдал Джами, який загинув. Його володіння поєднано з землями фунгів. Амара заснував місто Сеннар, яке зробив столицею своєї держави. Прийняв почесне ім'я Дунка, тобто «нахилений» (з нахиленою головою), що відноситься до того, як до нього повинні були звертатися його піддані. Зберіг старовинний титул — макк, хоча в інших країнах його часто називали султаном.
Слідом за цим почав наступ на державу Аль-Абваб, яку спочатку змусив визнати свою зверхність, а потім приєднав до султанату Сеннар.
Після османського завоювання Єгипту в 1517 році Амара Дунк вміло використовував дипломатію, щоб утримати османські армії від подальшого просування Нілом. Цим забезпечив захист свого султанату. 1523 року тут побував мандрівник Давид Реувені, а 1525 року — Селман Рейс, османський капудан на Нілі, що характеризував Сеннарський султанат як слабку державу, яку можна легко захопити. Втім, в цей час основні сили Османської імперії зосереджено на Балканах.
Решту життя Амара Дунк приділяв увагу зміцненню держави та пошуку союзників проти Османської імперії. Помер 1534 року. На цей момент його володіння простягалися від Донголи до гір Фазуглі і від кордонів Ефіопії та Нубії. Трон спадкував його син Наїль.